# Wypadek żeglugowy

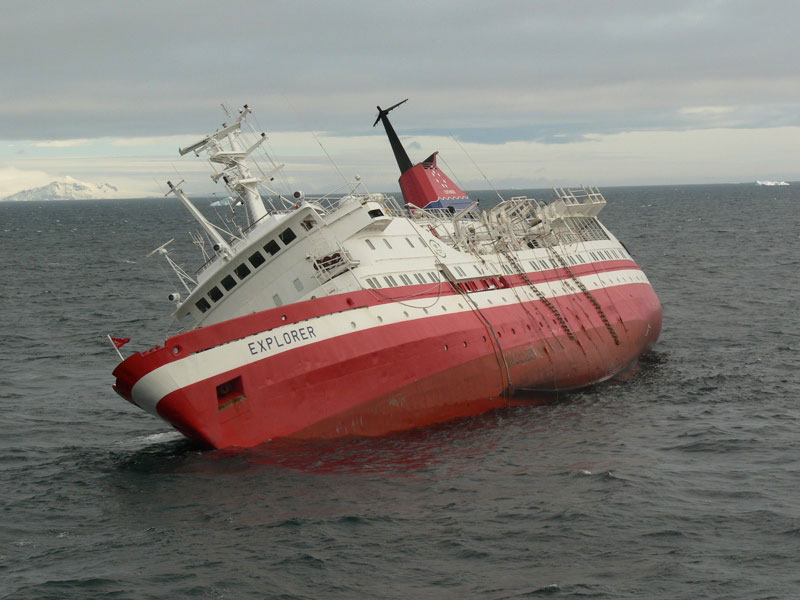
Wypadek żeglugowy

Wypadek żeglugowy – zdarzenie związane z ruchem lub postojem statku, w wyniku którego nastąpiło uszkodzenie ciała powodujące rozstrój zdrowia lub śmierć człowieka, uszkodzenie mienia znacznej wartości albo poważną awarię w rozumieniu przepisów Prawa ochrony środowiska.